# Sébastien Le Prestre de Vauban
Sébastien Le Prestre de Vauban, född 15 maj 1633, död 30 mars 1707, var en fransk ingenjörsofficer.

## Biografi
Vauban var sin tids främste fästningsbyggare. Han förenade erfarenhet av befästningsbyggande, belägringar och strider på öppna fältet. Han deltog i så gott som samtliga Ludvig XIV:s fälttåg och var med om 140 fältslag och 53 belägringar. Han byggde 33 fästningar och förbättrade över 300. 
Han uppfann egentligen inte nya, hittills obekanta, element utan övertog och utvecklade snarare italienarnas bastionsystem, som han gav fasta och matematiska former. Särskilt försökte han göra även platser försedda med svag besättning motståndskraftiga – bland annat genom höga vallar och talrikt artilleri samt genom utanverkens och "betäckta vägens" anordning. Men på samma gång anpassade han sina anläggningar efter platsens terräng, och anläggningarna blev därför mycket irreguljära och olika varandra.
Vauban ville skydda Frankrikes gränser genom en dubbel ring av befästningar som vardera skulle omfatta 13 platser. Hans system efterhärmades överallt och förblev förhärskande så länge kriget egentligen rörde sig om starka ställningar och avgörandet genom en huvuddrabbning bara söktes i nödfall och då betraktades som ett nödvändigt ont.
Redan Vauban omfattade tanken på befästa läger, vilka senare skulle komma att ersätta fästningar. Han ville anlägga ett sådant läger vid Paris som medelpunkt och avslutning för sin ring av gränsfästningar.
Hans principer för bastionsfästningar sammanställdes efter hans död i tre olika system. Själv deltog han aldrig i ett fästningsförsvar. De av honom grundade principerna tillämpades ända in på 1800-talet. 
Vauban införde också ett nytt system för konsten att belägra. Man hade visserligen redan tidigare grävt löpgravar när det gällde att inta fästningar, men mer planlöst. Vauban gjorde upp ett sinnrikt system för anläggande av paralleller efter bestämda regler; han började också använda rikoschetteringseld, varigenom projektilen genom flera nedslag kan träffa ett mål som inte kan nås av det direkta skottet. Angreppet ordnades noggrant: en omfattande och oväntad artillerield övervann så småningom alla hinder och beströk de fientliga verkens anfalls- och sidofronter så att angriparen raskt och säkert, skyddad och med ringa förlust, kunde nå fram till den fientliga huvudställningen, färdig att storma.
Vauban var även intresserad av ekonomiska och statsfinansiella frågor och kritiserade i anonymt utgivna skrifter det dåtida skattesystemet i Frankrike.
Vauban har gett namn åt bland andra stadsdelen och det tidigare kasernområdet Vauban i Freiburg im Breisgau och hamnen Port Vauban i Antibes.
Han blev marskalk 1703.